# آنا هاريسون
آنا هاريسون (بالإنجليزية: Anna Harrison) ولدت في ( 25 يوليو 1775م - وتوفيت في 25 فبراير 1864م )، زوجة رئيس الولايات المتحدة التاسع ويليام هنري هاريسون، وعاشر سيدة أولى للولايات المتحدة الأمريكية.